# ブリバール・ロコソーフスカヴァ駅
ブリバール・ロコソーフスカヴァ駅（ブリバール・ロコソーフスカヴァえき、ロシア語: Бульвар Рокоссовского）はモスクワ地下鉄・ソコーリニチェスカヤ線の駅である。

## 歴史
1990年8月1日に開業した。開業当初はウーリツァ・ポドベリスコヴォ駅と呼ばれていた。

## 乗り換え
- 14号線ブリバール・ロコソーフスカヴァ駅